# Tour de France 2018/4. Etappe
Die 4. Etappe der Tour de France 2018 fand am 10. Juli 2018 statt. Die Flachetappe führte über 195 Kilometer von La Baule nach Sarzeau.
Etappensieger wurde im Sprint des Hauptfeld Fernando Gaviria (Quick-Step Floors) vor Peter Sagan (Bora-hansgrohe) und André Greipel Lotto Soudal. Gavirias Team leistete einen Großteil der Verfolgungsarbeit und holte 800 Meter vor dem Ziel den letzten Ausreißer Guillaume Van Keirsbulck ein. Van Keirsbulck war mit Beginn des Rennens der erste Angreifer. Ihm schlossen sich Dimitri Claeys und Anthony Perez sowie Jérôme Cousin, der mit der Roten Rückennummer ausgezeichnet wurde, an. Führungswechsel in der Gesamtwertung und den Sonderwertungen ergaben sich nicht. Axel Domont gab das Rennen auf.